# Tchèques
Cet article concerne le peuple tchèque. Pour la langue tchèque, voir Tchèque.
Les Tchèques sont : 
- selon la constitution de la Tchéquie, le droit du sol et le droit international, les citoyens de la Tchéquie et eux seuls, quelles que soient leurs langues, origines et traditions culturelles[2] ;
- selon la définition ethnique, le droit du sang et l'appartenance linguistique et culturelle, le groupe ethnique européen qui s'auto-désigne en tchèque comme Čechové et plus récemment Češi. Ce sont des Slaves occidentaux habitant la Bohême, la Moravie et la Silésie, provinces historiques de la Tchéquie, où ils sont majoritaires, et dans divers pays où ils forment une minorité comme la Slovaquie, les États-Unis, le Brésil, le Canada, l'Autriche, l'Allemagne, la Pologne, l'Ukraine, la Roumanie et la Russie[3],[4].

## Étymologie et histoire
Les Slaves occidentaux arrivent en Bohême pendant les grandes invasions, à partir du VIe siècle, assimilant les tribus celtiques et germaniques qu'ils y trouvent. Selon la légende, un chef mythique éponyme nommé Čech (prononcé [tʃɛh]) aurait donné son nom à son peuple et à la langue parlée par celui-ci, le tchèque, au nom tchèque (Čechy) de la province de Bohême et, par extension, au pays, la Tchéquie (Česko en tchèque). Du point de vue historique, les Tchèques se seraient progressivement différenciés des Abodrites, des Sorabes, des Moraves et des Slovaques au IXe siècle.

### Diaspora
La normalisation en Tchécoslovaquie, qui étouffe le « printemps de Prague » et met fin au « socialisme à visage humain », pousse beaucoup des Tchèques, surtout parmi l'intelligentsia, sur les routes de l'exil. Ceci explique leur présence dans des pays d'accueil comme le Canada, les États-Unis et le Brésil. Les Tchèques seraient quelque 20 millions d'individus dans le monde, mais la langue tchèque ne serait parlée que par 11 millions de locuteurs, surtout en République tchèque.

## Religion
Sous la houlette des saints apôtres slaves Cyrille et Méthode et suivant l'exemple de leurs souverains sainte Ludmila de Bohême et Bořivoj Ier de Bohême, les Tchèques se convertissent au christianisme au tournant des IXe et Xe siècles. Au moment de la séparation des Églises d'Orient et d'Occident, étant dans la sphère d'influence du Saint-Empire romain germanique, ils sont aussi dans celle du catholicisme.
Une partie de la population tchèque se révolte et fonde l'Église hussite à la suite de la mort, sur le bûcher, du théologien tchèque Jan Hus. Cette tentative sera lourdement écrasée par les armées de l'empereur (catholique) du Saint-Empire lors de la croisades contre les Hussites.
Aujourd'hui, avec près de 70 % de la population de la Tchéquie qui se déclare aucune religion, les Tchèques sont l'un des peuples les plus agnostiques voire athées d'Europe. Le phénomène est ancien et lié au rejet de l'Église catholique perçue comme la religion d'État de l'Empire austro-hongrois mais aussi au caractère anti-religieux du régime communiste.

## Les Moraves
Les Moraves sont, géographiquement les habitants la province tchèque de Moravie et font partie de la nation tchèque ; linguistiquement le tchèque parlé en Moravie présente plusieurs variétés dialectales  mais une caractéristique commune des dialectes moraves est l'utilisation plus fréquente de la première personne des verbes en -u : jsu en Moravie au lieu de jsem en Bohême, chcu en Moravie au lieu de chci en Bohême ; historiquement les « Moraves » sont les habitants de la Grande-Moravie et religieusement les adeptes, pas nécessairement tchèques, de l'église protestante de Moravie (aussi présente en Allemagne et ailleurs dans le monde).
Selon la constitution de la Tchéquie, le droit du sol et le droit international, les Moraves sont citoyens de la Tchéquie et selon les ethnologues ils sont membres de l'ethnie tchèque, mais certains Moraves attachés à leurs particularismes affirment être différents des Tchèques.
Au recensement tchécoslovaque de 1991, postérieur de peu à l'ouverture du rideau de fer, à la chute du mur de Berlin et à la « révolution de velours », le pourcentage des tchécoslovaques qui se déclarèrent « Moraves » fut de 13,2 %. La Moravie représentant environ un quart de la Tchécoslovaquie, cela implique qu'à ce moment, 40 % des habitants de la Moravie se considéraient comme une nation à part entière, sans pour autant vouloir se séparer de la Bohême.
Au recensement tchèque de 2000, parmi les citoyens tchèques, 3,7 % se sont déclarés « Moraves ».